# Drillen

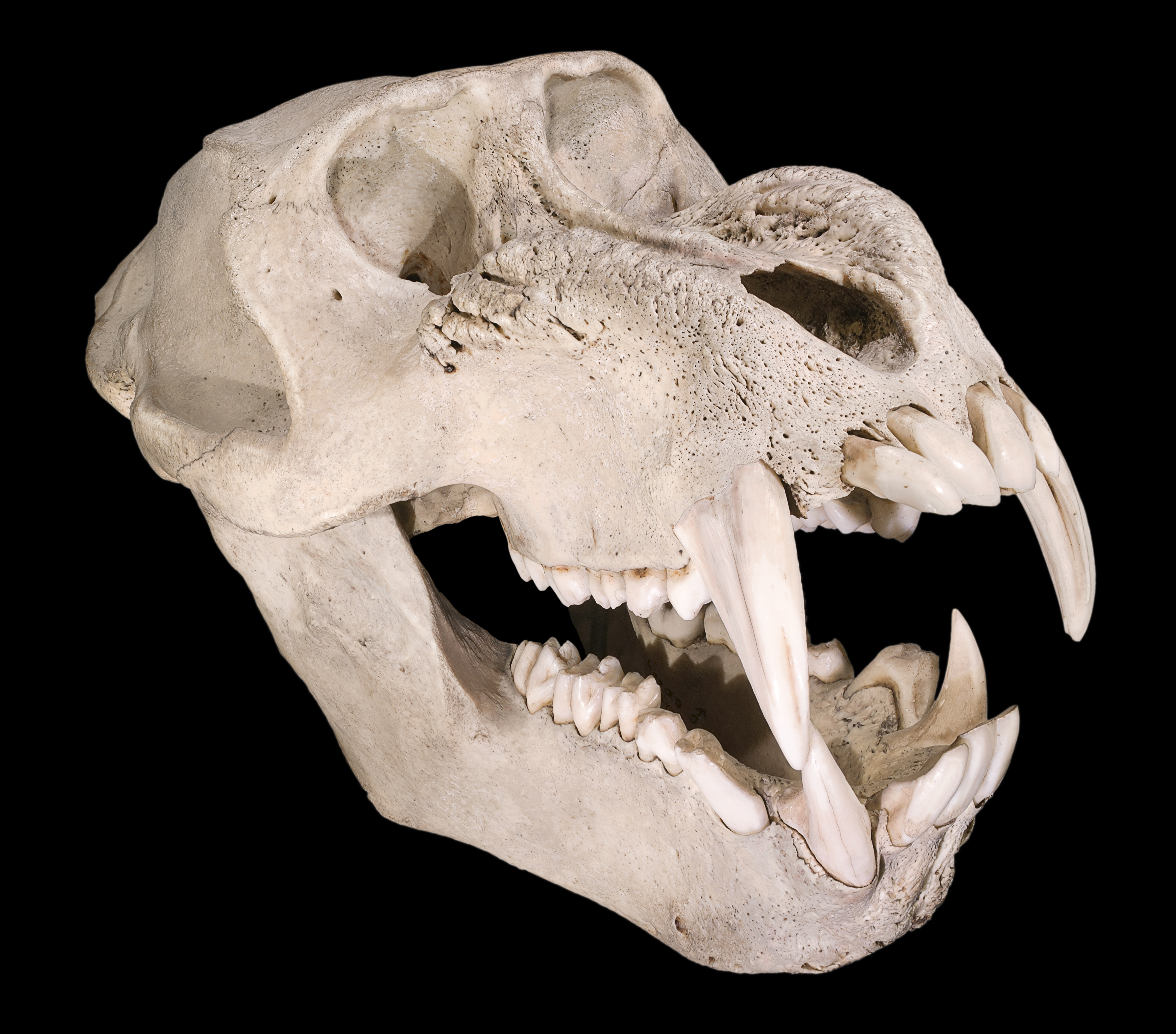
Mandril schedel, Man.

De drillen (Mandrillus) zijn een geslacht uit de Afrikaanse regenwouden behorende tot de familie van de apen van de Oude Wereld (Cercopithecidae). Ze stammen af van savannebewonende, aan bavianen verwante apen. Er zijn twee soorten, de mandril (Mandrillus sphinx) en de dril (Mandrillus leucophaeus). De mandril is op de mensapen na de grootste primaat. Deze dieren worden soms tot het geslacht van de bavianen (Papio) of de mangabeys (Cercocebus) gerekend.

## Kenmerken
Langs de snuit lopen bij beide soorten opvallende groeven. Het gezicht van de mandril is opvallend paars gekleurd, dat van de dril is onopvallend zwart. Beide soorten hebben een baard, een kuif en een maan. De kussens op de billen en de huid daaromheen heeft een lilakleurige tint, die roodachtig paars aan de randen is. Ze worden 61 tot 76,4 centimeter lang. Mannetjes wegen gemiddeld 25 kilogram, vrouwtjes 11,5 kilogram. Het staartje is zeer klein, zo'n 5,2 tot 7,6 centimeter lang.

## Leefwijze
Ze houden zich voornamelijk op op de bosbodem. Het zijn beide groepsdieren. Ze eten plantaardig materiaal als vruchten, noten en paddenstoelen en dierlijk materiaal als ongewervelden en soms kleine gewervelden.

## Verspreiding
De twee soorten komen voor in de dichte regenwouden van Centraal-Afrika, in Zuidoost-Nigeria, Kameroen, Equatoriaal-Guinea, Gabon en Congo-Brazzaville. De leefgebieden van de twee soorten overlappen elkaar niet, en worden gescheiden door de Sanagarivier.

## Bedreiging
Beide soorten worden bedreigd door de jacht op bushmeat en door habitatverlies.

## Taxonomie
- Geslacht: Mandrillus (Drillen)
  - Soort: Mandrillus leucophaeus – Dril
  -  Soort: Mandrillus sphinx – Mandril